# Parque natural maritímo-terrestre de Es Trench-Salobrar de Campos
El Parque Natural marítimo-terrestre de Es Trenc-Salobrar de Campos (en catalán Parc Natural Maritimoterrestre d'Es Trenc-Salobrar de Campos) es un espacio natural protegido español situado en la isla de Mallorca, comunidad autónoma de las Islas Baleares. Dispone de un total de 3768,26 hectáreas protegidas, de las cuales 1441,06 hectáreas son terrestres y 2327,20 marinas.
El parque natural está formado por un sistema de playa-duna donde coexisten un número significativo de hábitats, que incluyen praderas marinas de posidonia oceanica, cordones de dunas primarias delanteras, dunas estabilizadas, una zona húmeda conocida como el Salobrar de Campos, balsas litorales, bosques de pinos y sabinas que fijan las dunas más consolidadas y, en el norte y en la parte central, campos de cultivos y explotaciones ganaderas. Dentro del ámbito marino del Parque se encuentran los islotes de Na Llarga, Illot Gros, Illot de Sa Llova e Isla Gavina. Además, el ámbito marino del parque se superpone con la zona de especial conservación (ZEC) del archipiélago de Cabrera.
Además de la flora y fauna presente en el espacio natural, tiene importancia la presencia de aves migratorias durante la primavera y el otoño, como los flamencos comunes. Por ello ha sido declarado también como Zona de especial protección para las aves (ZEPA).